# قائمة الدول حسب نمط الأعلام الوطنية
هذه قائمة بالأعلام الوطنية للدول حسب نمط التصميم. تشمل عناصر التصميم الشائعة للأعلام أشكالًا مثل الهلال، والصليب، والنجوم، والخطوط، والشمس، بالإضافة إلى عناصر تخطيطية مثل تضمين مستطيل بتصميم مميز، والشكل العام للعلم، مثل نسبة عرضه إلى ارتفاعه إذا كان العلم مستطيلًا، أو اختيار علم غير مستطيل. تُستخدم هذه الأعلام أحيانًا كدليل مختصر لتمثيل اللغات في مواقع مثل المعلومات السياحية أو مواقع الإنترنت. تتشابه أعلام العديد من الدول ذات التاريخ أو الثقافة أو العرق أو الدين المشترك، لذلك تُمثل مجموعات الأعلام في هذه القائمة، ضمن الفئة نفسها، الروابط المشتركة بين الدول، كما هو الحال مع الدول الاسكندنافية التي تُظهر الصليب الشمالي على أعلامها، ولكن في بعض الأحيان يكون تشابه تصميم العلم من قبيل المصادفة فقط، كما هو الحال مع أعلام إندونيسيا وموناكو وبولندا الحمراء والبيضاء.
جميع الأعلام المضمنة في هذه القائمة هي الأعلام المدنية للدولة القومية المعترف بها من الأمم المتحدة، بالإضافة إلى أعلام الدول المستقلة والمناطق والأقاليم التابعة لدولة قومية تابعة للأمم المتحدة، وهنا مُشار إليها بخط مائل.

## الأشكال غير الشائعة
- بلجيكا

علم نيبال الوطني

- جمهورية الكونغو الديمقراطية
- الدنمارك
- الغابون
- إسرائيل
- موناكو
- نيبال
- النيجر
- بابوا غينيا الجديدة
- قطر
- سان مارينو
- سويسرا[3]

## النجوم

العلم الوطني من المغرب

National flag of Somalia

National flag of Cuba

National flag of Honduras

National flag of Israel

National flag of the Marshall Islands

National flag of Nepal

- أروبا
- الناتو

- إثيوبيا
- المغرب

- بوركينا فاسو
- بورما
- الكاميرون
- غانا
- موهيلي
- باراغواي
- السنغال
- الصومال
- الصومال
- سورينام
- فيتنام

- تشيلي
- كوبا
- جيبوتي
- غينيا بيساو
- ليبيريا
- بورتوريكو
- كوريا الشمالية
- جنوب السودان
- تيمور الشرقية
- توغو

- البوسنة والهرسك
- جزر القمر
- هندوراس
- كوسوفو
- بنما
- الفلبين
- ولايات ميكرونيسيا المتحدة
- ساو توميه وبرينسيب
- سنغافورة
- الولايات المتحدة
- فنزويلا
- الرأس الأخضر
- جزر كوك
- جزر كوك (1973–1979)
- دومينيكا
- الاتحاد الأوروبي
- طاجيكستان
- البرازيل
- نيوزيلندا
- نييوي
- بابوا غينيا الجديدة
- الصين
- ساموا
- توكيلاو

- كرواتيا
- بوروندي
- سلوفينيا
- غينيا الاستوائية
- إسرائيل

- أذربيجان
- كردستان العراق
- الأردن
- ناورو
- ماليزيا
- جزر مارشال

- أستراليا
- نيبال

### الصليب الجنوبي
- أستراليا
- البرازيل
- نيوزيلندا
- بابوا غينيا الجديدة
- ساموا
- توكيلاو

- أبخازيا
- أروبا
- أذربيجان
- الرأس الأخضر
- تشيلي
- جزر القمر
- كرواتيا
- كوبا
- جيبوتي
- غينيا بيساو
- هندوراس
- الأردن
- كوريا الشمالية
- ليبيريا
- ليبيا
- ماليزيا
- ناورو
- الفلبين
- بورتوريكو

National flag of New Zealand

National flag of the United States of America

- الجمهورية العربية الصحراوية الديمقراطية
- ساو توميه وبرينسيب
- سنغافورة
- سلوفينيا
- الصومال
- جنوب السودان
- سورينام
- سوريا
- طاجيكستان
- تكساس
- توغو
- الولايات المتحدة
- أوزبكستان
- فنزويلا

## هلالي الشكل
- بروناي
- موريتانيا
- مايوت
- منغوليا
- نيبال

- الجزائر
- أنجوان
- أذربيجان
- جزر القمر
- القمر الكبرى
- إيران
- ليبيا
- ماليزيا
- المالديف
- قبرص الشمالية

National flag of Nepal

National flag of Turkey

- الجمهورية العربية الصحراوية الديمقراطية

National flag of Pakistan

- سنغافورة
- تونس
- تركيا
- أوزبكستان
- كولورادو

- آزاد كشمير
- جزر القمر (1978-1992)
- كرواتيا
- مولدوفا
- باكستان
- كارولاينا الجنوبية
- تركمانستان

## دائرة

### دائرة واحدة في المنتصف

National flag of India

- بوتان
- بوروندي
- إثيوبيا
- غرينادا
- اليابان
- كازاخستان
- كوريا الجنوبية
- لاوس
- مقدونيا
- النيجر
- باراغواي
- تونس
- الهند
- البرازيل
- أوغندا

### دائرة واحدة على اليسار

National flag of Palau

National flag of Eritrea

- بنغلاديش
- غرينلاند
- كاليدونيا الجديدة
- البرتغال
- بالاو
- ناميبيا
- رواندا
- نييوي
- كوريا الشمالية
- لابي

- أفغانستان
- جزر كوك
- جزر كوك (1973–1979)
- دومينيكا
- إريتريا
- الاتحاد الأوروبي
- بولينزيا الفرنسية
- الناتو
- جزر ماريانا الشمالية
- رود آيلاند

## مثلث

### مثلث ( مثلثات ) في المنتصف

National flag of Bosnia and Herzegovina

- أنتيغوا وباربودا
- البوسنة والهرسك
- سانت لوسيا
- إسرائيل

### مثلث على اليسار
- باهاماس
- جزر القمر
- كوبا
- جمهورية التشيك
- جيبوتي
- إريتريا
- غينيا الاستوائية
- غيانا
- جامايكا
- الأردن
- موزمبيق
- الفلبين
- بورتوريكو
- فلسطين

National flag of the Czech Republic

- الجمهورية العربية الصحراوية الديمقراطية
- ساو توميه وبرينسيب
- سيشل (1976–1977)
- جنوب أفريقيا
- جنوب السودان
- السودان
- توفا
- تيمور الشرقية
- توفالو (1995–1997)
- فانواتو
- زيمبابوي

### مثلث ( مثلثات ) على اليمين
- ساموا الأمريكية
- جامايكا
- سيشل (1976-1977)

## شرائط

علم بيلاورسيا الوطني

علم إندونيسيا الوطني

علم بولندا الوطني

علم الأرجنتين الوطني

علم النمسا الوطني

- روسيا البيضاء
- تشوفاشيا

- أنغولا
- بنين
- بوركينا فاسو
- جمهورية التشيك
- جيبوتي
- غينيا بيساو
- هايتي
- إندونيسيا
- مدغشقر
- موناكو
- الفلبين
- بولندا
- سنغافورة
- سان مارينو
- أوكرانيا

- الأرجنتين
- النمسا
- باهاماس
- روسيا البيضاء (1991-1995)
- هندوراس
- نيكاراغوا
- إلسالفادور
- الولايات الكونفدرالية الأمريكية

- كمبوديا
- لاوس
- لبنان
- بولينزيا الفرنسية
- ساو توميه وبرينسيب
- إسبانيا
- ترانسنيستريا
- إنغوشيتيا

- قرغيزستان (1991-1992)
- كوريا الشمالية
- سورينام
- سوازيلاند
- تركمانستان (1991-1992)

- لاتفيا
- ناورو

- بوتسوانا

- كوراساو
- إسرائيل

- أبخازيا
- كوبا
- اليونان
- ليبيريا
- ماليزيا
- بورتوريكو
- توغو
- أوروغواي
- الولايات المتحدة

- أرمينيا
- أذربيجان
- بلغاريا
- بيافرا
- بوليفيا
- كرواتيا
- ألمانيا
- مصر
- إستونيا
- إثيوبيا
- الغابون
- ألمانيا
- الإمبراطورية الألمانية (1886-1871)
- غانا
- غانا (1962–1966)
- غينيا الاستوائية
- المجر
- الهند
- إيران
- العراق
- كردستان العراق
- الأردن
- الكويت
- ليتوانيا
- لوكسمبورغ
- لبنان
- مالاوي
- بورما
- ناغورنو كاراباخ
- كاليدونيا الجديدة
- النيجر
- هولندا
- عمان
- باراغواي
- فلسطين
- روسيا الإتحادية

علم كمبوديا الوطني

علم كوريا الشمالية

علم ناؤورو الوطني

علم أوزباكستان ضمن الاتحاد السوفييتي

علم كازاخستان ضمن الاتحاد السوفييتي

علم اليونان الوطني

علم إستونيا الوطني

علم ألمانيا الوطني

علم روسيا الوطني

علم هولندا الوطني

علم اليمن الوطني

علم بوليفيا الوطني

علم ليتوانيا الوطني

علم أرمينيا الوطني

علم لكسمبورغ الوطني

علم سيراليون الوطني

علم بلغاريا الوطني

علم هنغاريا الوطني

علم غابون الوطني

علم الإمبراطورية الألمانية القديم (مقلوب من الأعلى للأسفل)

- الجمهورية العربية الصحراوية الديمقراطية

علم كينيا الوطني

علم رواندا الوطني

علم الرأس الأخضر

علم غامبيا الوطني

علم كوستاريكا الوطني

علم أوغندا الوطني

علم موريشيوس الوطني

علم زيمبابوي الوطني

علم كريباتي الوطني

علم الجزائر الوطني

علم البحرين الوطني

علم غواتيمالا الوطني

علم فرنسا الوطني

علم غينيا الوطني

علم تشاد الوطني

علم مالي الوطني

علم إيطاليا الوطني

علم ساحل العاج

- السودان
- السودان (1956–1971)
- سيراليون
- صربيا
- سلوفاكيا
- سلوفينيا
- الصومال
- أوسيتيا الجنوبية
- سوريا
- الإمارات العربية المتحدة
- فنزويلا
- اليمن
- زنجبار

- كينيا
- موزمبيق
- جنوب السودان
- أوزبكستان

- أنتيغوا وباربودا
- بورياتيا
- موردوفيا
- كولومبيا
- الإكوادور
- ليبيا
- ليسوتو
- رواندا
- طاجيكستان
- جمهورية القرم ذاتية الحكم

- الرأس الأخضر

- غامبيا

- كوستاريكا
- تايلاند
- سورينام
- سوازيلاند

- آزاد كشمير، باكستان
- هاواي
- أوغندا

- جمهورية أفريقيا الوسطى
- جزر القمر
- موريشيوس

- زيمبابوي

- كيريباتي

- الجزائر
- مالطا
- باكستان
- البرتغال
- الفاتيكان

- البحرين
- قطر

- باربادوس
- غواتيمالا
- منغوليا
- نيجيريا
- بيرو

- أفغانستان
- بلجيكا
- جزر الكناري
- ساحل العاج
- الكاميرون
- فرنسا
- غينيا
- إيطاليا
- جمهورية أيرلندا
- المكسيك
- مالي
- مولدوفا
- رومانيا
- رواندا (1962–2001)
- السنغال
- تشاد

1. فرنسا
2. أراض فرنسية جنوبية وأنتارتيكية
3. والس وفوتونا

- أندورا
- كندا
- جزيرة نورفولك
- سانت فينسنت والغرينادين
- لابي
- زامبيا

- الدنمارك
- دومينيكا
- جمهورية الدومينيكان
- إنجلترا
- فنلندا
- جورجيا
- اليونان
- آيسلندا
- مالطا
- النرويج
- السويد
- سويسرا
- تونغا
- المملكة المتحدة

- بوتان
- جزيرة عيد الميلاد
- غويانا الفرنسية
- بابوا غينيا الجديدة
- بونير
- جمهورية الكونغو
- جزر سليمان

علم كندا الوطني

علم سويسرا الوطني

علم بابوا نيو غينيا

علم تنزانيا

- جمهورية الكونغو الديمقراطية

علم بروناي الوطني

علم جزر مارشال الوطني

علم جنوب أفريقيا

- ناميبيا
- سانت كيتس ونيفيس
- تنزانيا
- ترينيداد وتوباغو
- زنجبار

- بروناي
- فريزلند

- غيانا
- إريتريا
- جزر مارشال
- سيشل

- جنوب أفريقيا
- فانواتو
- توفا

## صليب

### في المنتصف

National flag of the Dominican Republic

National flag of Jamaica

National flag of Finland

National flag of Iceland

- سويسرا
- إنجلترا
- دومينيكا
- جمهورية الدومينيكان
- مملكة بريطانيا العظمى
- كيبك
- المملكة المتحدة

- اسكتلندا
- بوروندي
- جامايكا
- سيشل (1976–1977)
- المملكة المتحدة

- الدنمارك
- فنلندا
- السويد

- جزر أولاند
- جزر فارو
- آيسلندا
- النرويج

### على اليسار في الأعلى

National flag of Greece

National flag of Slovakia

National flag of the United Kingdom

National flag of Fiji

flag of Bermuda

flag of the United Kingdom

flag of South Africa (1928–1994

National flag of Canada 1957–1965

National flag of Georgia

- اليونان
- تونغا

- قرغيزستان
- جزر مارشال
- مولدوفا
- الجبل الأسود
- البرتغال
- سان مارينو
- صربيا
- سلوفاكيا
- إسبانيا
- الفاتيكان

- مقدونيا
- المملكة المتحدة
- مملكة بريطانيا العظمى (1707–1801)

- أستراليا
- أستراليا (1901–1903)
- أستراليا (1903–1909)
- برمودا (1910–1999)
- كندا (1868–1921)
- كندا (1921–1957)
- كندا (1957–1965)
- مملكة بريطانيا العظمى (1707–1801)
- فيجي
- نيوزيلندا
- جنوب أفريقيا (1928–1994)
- جنوب أفريقيا (1910–1928)
- توفالو
- توفالو (1976-1978)
- توفالو (1978-1996)
- الولايات المتحدة (1775-1777)

- جورجيا

## مقسوم

National flag of Chile

National flag of the Republic of China (Taiwan)

العلم الوطني من سيبورجا

العلم الوطني للجمهورية الدومينيكان

العلم الوطني من جامايكا

- تشيلي

- أبخازيا
- اليونان
- ليبيريا
- ماليزيا
- ميانمار (1974–2010)
- جمهورية الصين
- ساموا
- تونغا
- الولايات المتحدة

- كارولاينا الشمالية
- روسيا البيضاء
- بنين
- غينيا بيساو
- خقاسيا
- مدغشقر
- عمان
- تكساس
- الإمارات العربية المتحدة

- سبتة
- جمهورية الدومينيكان
- بنما
- ماريلاند

- بوروندي
- غرينادا
- جامايكا
- سيشل (1976–1977)

## أشكال ورموز أخرى

### شمس

العلم الوطني لأوروغواي

- أنتيغوا وباربودا
- الأرجنتين
- بنغلاديش
- غرينلاند
- اليابان
- كازاخستان
- كيريباتي
- قرغيزستان
- مالاوي
- مقدونيا
- ناميبيا
- نيبال
- النيجر
- رواندا
- الفلبين
- جمهورية الصين
- أوروغواي

### قمر

العلم الوطني بالاو

- لاوس
- منغوليا
- النيجر
- بالاو
- لابي

### حيوان
- ألبانيا — عقاب ذو رأسين
- أندورا — cow, goat

العلم الوطني لألبانيا

- بوتان — دروك the thunder dragon
- كرواتيا — goat, marten
- دومينيكا — sisserou parrot
- مصر — نسر صلاح الدين
- فيجي — White pelican and yellow lion
- كازاخستان — عقاب السهوب
- كيريباتي — فرقاطات
- مولدوفا — eagle, cow
- الجبل الأسود — عقاب ذو رأسين، أسد
- بابوا غينيا الجديدة — raggiana bird-of-paradise
- صربيا — عقاب ذو رأسين
- سريلانكا — أسد
- أوغندا — كركي متوج رمادي
- ويلز — تنين ويليزي (شعار)
- زامبيا — عقاب السمك الأفريقي
- زيمبابوي — Zimbabwe Bird
- أنغويلا
- برمودا
- كندا (1868–1928)
- كندا (1921–1957)
- كندا (1957–1965)
- جزر كايمان
- كوستاريكا
- كرواتيا
- الإكوادور
- غينيا الاستوائية
- إلسالفادور
- جزر فوكلاند
- فيجي
- غوام
- غواتيمالا
- هايتي
- المكسيك
- مولدوفا
- الجبل الأسود
- نيكاراغوا
- باراغواي
- البرتغال
- سان مارينو
- صربيا
- سلوفاكيا
- سلوفينيا
- إسبانيا

### أسلحة
- هايتي —
- أنغولا — منجل ماشيتي
- باربادوس (رمح متعدد الرؤوس-)
- كينيا — رمحs and شعب الماساي درع (دفاع)
- موزمبيق — أيه كيه-47 حربة
- عمان — سيف
- السعودية — سيف
- سوازيلاند —

### الأدوات الزراعية والصناعية / الأشياء

العلم الوطني للاتحاد السوفياتي (1955-1991)، أحمر - استخدامها في عام 1980.

- أنغولا — نصف -ترس ومنجل ماشيتي
- موزمبيق — معزقة
- ميانمار (1974–2010) —
- الاتحاد السوفيتي (1917–1991)

### نبات

العلم الوطني لكندا

- كندا —
- قبرص — غصن الزيتون
- غرينادا — جوزة الطيب
- إريتريا — غصن الزيتون
- لبنان — أرز لبناني
- ميانمار (1974–2010) — أرز

### خريطة

العلم الوطني من قبرص

- جزيرة عيد الميلاد
- قبرص
- كوسوفو*
- توفالو
- جزيرة ويك

### درع

العلم الوطني لكينيا

- كينيا
- سوازيلاند*

### مفتاح

العلم الوطني من الفاتيكان

- الفاتيكان

### معين منحرف

العلم الوطني للكويت

- الكويت

### مربع

العلم الوطني من سويسرا

العلم الوطني للهند

العلم الوطني لباراغواي

- سويسرا
- الفاتيكان

- أفغانستان
- بروناي
- مصر
- مايوت
- نيكاراغوا
- باراغواي
- إلسالفادور
- غوام

### شعارات

العلم الوطني للبرازيل

- البرازيل
- إيران
- العراق
- مالطا
- سان مارينو
- السعودية
- إسبانيا

## أعلام دولة أخرى

العلم الوطني لجزر فوكلاند

- أستراليا
- كندا (1868–1921)
- كندا (1921–1957)
- كندا (1957–1965)
- فيجي
- جزر فوكلاند
- نيوزيلندا
- جزر كوك
- توفالو